# خویز
خَویز (khaviz) یا قفیز واحد اندازه‌گیری مرسوم در شالیزارهای شمال ایران (به ویژه در استان مازندران) است و معمولاً برای اندازه‌گیری زمین‌های شالی‌ای که کوچکتر هستند و اندازه‌گیری آن‌ها با هکتار دشوار است استفاده می‌شود. هر خَویز برابر یک هزار متر مربع و همچنین یک دهم هکتار است.
▪ 1 خَویز = 1000 متر مربع = 0.1 هکتار